# Pianosa

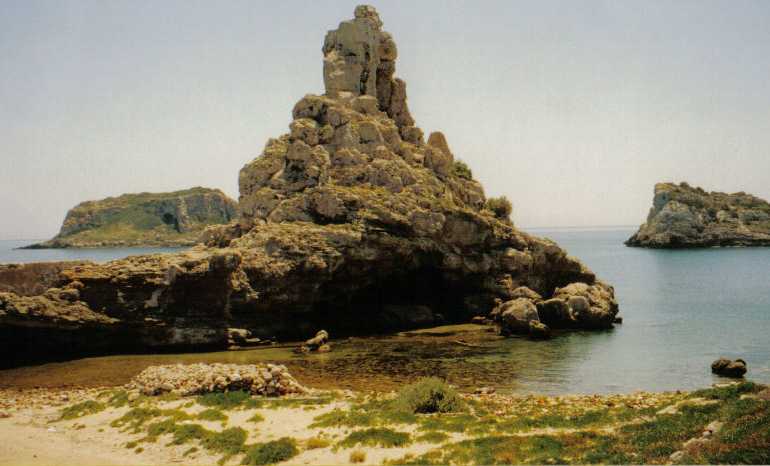
La isla de Pianosa.

Pianosa es una pequeña  isla de Italia  perteneciente al archipiélago Toscano, de unos 10 km². El nombre deriva de la palabra italiana pianura (llanura) ya que su altitud máxima solo alcanza los 22 m s. n. m. Fue conocida como Planasia durante la era romana.
Pianosa no tiene población permanente, pero el gobierno italiano ha desalojado a personas y actualmente se encuentra deshabitada. Administrativamente, la isla pertenece al municipio de Elba, donde, en los días claros, es posible verla como una línea azul oscura en el horizonte.
Fue parte del Principado del Piombino, en 1814 fue concedida al Principado de Elba y en 1815 fue entregada al Gran Ducado de Toscana.

## Datos históricos
El emperador Augusto el 7 d. C., en castigo por su libertinaje, exilió a Planasia a su nieto Póstumo. Allí moriría el 14 d. C. a los 25 años.
- Datos: Q208114
- Multimedia: Isola di Pianosa / Q208114